# ISO 45001

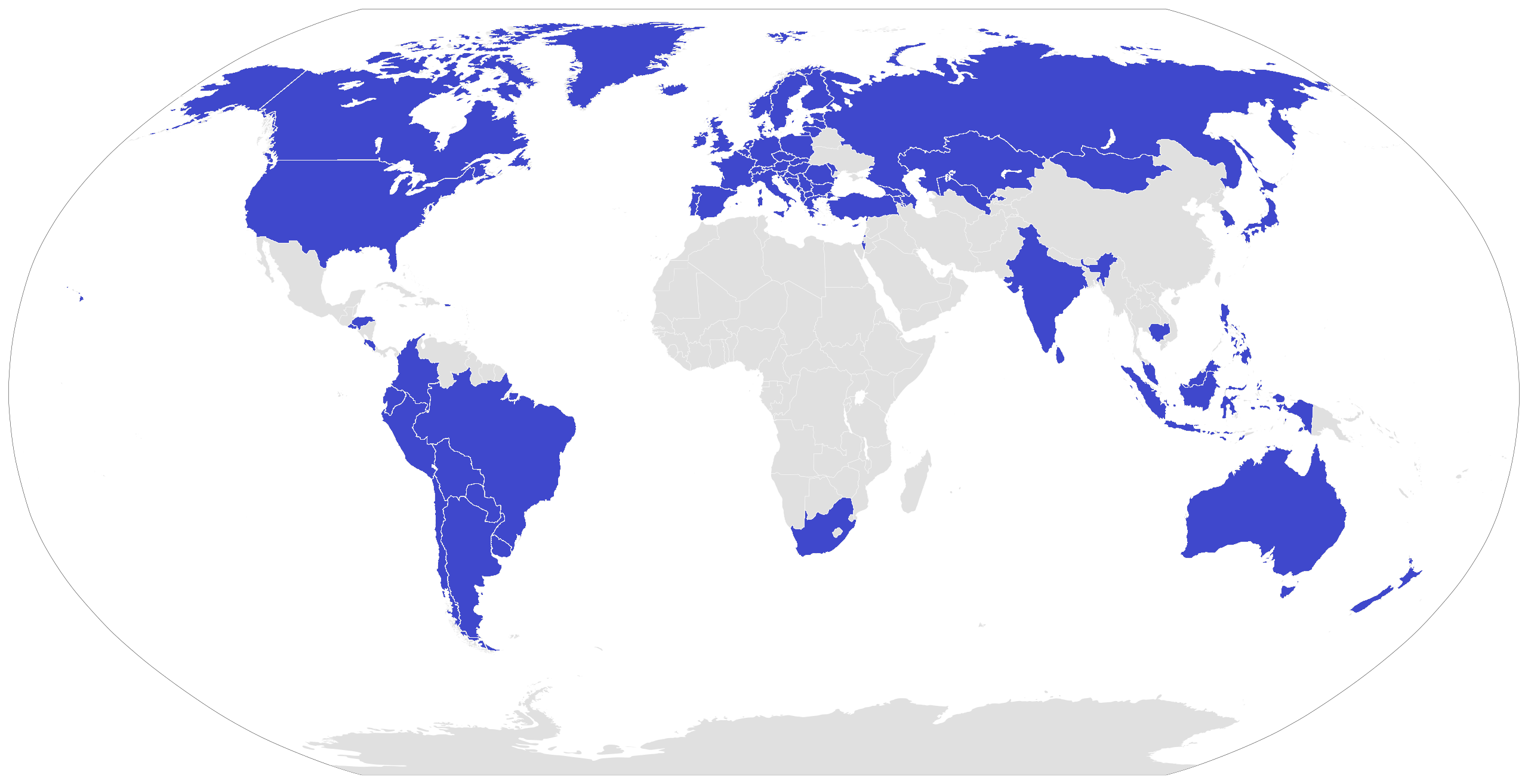
Annahme der ISO 45001 durch Normungsorganisationen

Die ISO 45001 ist eine durch die Internationale Organisation für Normung (ISO) im März 2018 veröffentlichte Norm und beschreibt Anforderungen an ein Arbeitsschutzmanagementsystem (AMS) sowie eine Anleitung zur Umsetzung. ISO 45001 hat die OHSAS 18001 ersetzt. Die letzte deutsche Version heißt DIN EN ISO 45001:2023-12. Die Norm ersetzt auch die DIN SPEC 91020 über betriebliches Gesundheitsmanagement.

## Hintergrund
1999 wurde die OHSAS 18001 von der British Standards Institution (BSI) entwickelt und 2007 revisioniert. OHSAS 18001 war als internationaler Standard vorgesehen, nach dem sich zahlreiche Unternehmen und Organisationen weltweit zertifizieren ließen, um den Nachweis zu erbringen, im Besitz eines wirksamen und effektiven Arbeitsschutzmanagementsystems zu sein. Allerdings wurde die OHSAS 18001 nur in Großbritannien und Polen ratifiziert, eine europäische Harmonisierung blieb aus.
Die Erstellung der ISO 45001 führte unter Einbeziehung der ILO und ITUC Arbeitsschutz und betriebliches Gesundheitsmanagement zusammen.
Das sogenannte Gentlemen’s Agreement zwischen ISO und ILO kam auf Druck der ILO zustande, die darauf bestand die einzige internationale Organisation zu sein, die Arbeitnehmerrechte vertreten darf. Als Folge davon wurde die ISO 45001 kein „reines“ Managementsystem, wie z. B. die ISO 9001 oder ISO 14001, sondern ein Hybrid aus Managementsystem und Arbeitschutznorm. Dies ist insofern problematisch, als die ISO keine Festlegungen in Normen treffen darf, die in die hoheitlichen Aufgaben von Staaten eingreift. Mindestens in Europa (und damit auch in Deutschland) sind Arbeitssicherheit und Gesundheitsschutz jedoch ausschließlich den Mitgliedstaaten vorbehalten. Dies ist im Art. 6 des Lissabonvertrages (AEUV) geregelt, nachdem die Europäische Union nur Rahmenrichtlinien erlassen darf. In diesem Fall die Richtlinie des Rates über die Durchführung von Maßnahmen zur Verbesserung der Sicherheit und des Gesundheitsschutzes der Arbeitnehmer bei der Arbeit.
Dennoch wurde nach fünf Jahren Entwicklungsarbeit und Abstimmung mit den ISO Mitgliedern die Norm verabschiedet. Auch der deutsche Normenausschuss für Managementsysteme (NAOrg) beim DIN sprach sich für die Annahme aus. Die ISO 45001 wird turnusgemäß im Jahr 2023 zur Revision vorgelegt. Das Gentlemen’s Agreement wurde inzwischen von der ILO gekündigt.
Wie diese Norm in KMU in Deutschland angenommen wird lässt sich nicht voraussagen, da es hier nach dem Nationalen Leitfaden für Arbeitsschutzmanagementsysteme (NLF) AMS gibt (z. B. von den Berufsgenossenschaften oder den Gewerbeaufsichtsämtern (OHRIS)) die kostenlos zertifiziert werden können.
Zudem gibt es in Europa weitere Zertifizierungssysteme wie z. B. SCC, ein verbreitetes Arbeitsschutzmanagementsystem aus den Benelux-Staaten.
Allerdings fordert die Industrie, nicht zuletzt wegen des Lieferkettengesetzes, meist eine Konformität mit der ISO 45001 bei ihren Zulieferern und Dienstleistern.

## Beschreibung
Hinweis: Übersetzung aus dem Englischen. Originaltext der Website ISO 45001:2018 Occupational health and safety management systems — Requirements with guidance for use.
Die ISO 45001:2018 legt Anforderungen an ein Arbeitsschutzmanagementsystem fest und gibt Anleitungen für dessen Anwendung, um Organisationen in die Lage zu versetzen, sichere und gesunde Arbeitsplätze zu schaffen, indem sie arbeitsbedingte Verletzungen und Erkrankungen verhindern und ihre Arbeitsschutzleistung proaktiv verbessern.

ISO 45001:2018 ist für jede Organisation anwendbar, die ein Arbeitsschutzmanagementsystem einführen, umsetzen und aufrechterhalten möchte, um den Arbeitsschutz zu verbessern, Gefährdungen zu beseitigen und Arbeitsschutzrisiken (einschließlich Systemmängel) zu minimieren, Chancen im Bereich des Arbeitsschutzes zu nutzen und Nichtkonformitäten des Arbeitsschutzmanagementsystems in Verbindung mit ihren Tätigkeiten zu beheben.

ISO 45001:2018 hilft einer Organisation, die beabsichtigten Ergebnisse ihres Arbeitsschutzmanagementsystems zu erreichen. In Übereinstimmung mit der Arbeitsschutzpolitik der Organisation gehören zu den beabsichtigten Ergebnissen eines Arbeitsschutzmanagementsystems:

a) die kontinuierliche Verbesserung der Arbeitsschutzleistung;

b) Erfüllung der gesetzlichen und sonstigen Anforderungen;

c) das Erreichen der Arbeitsschutzziele.

Die ISO 45001:2018 ist auf jede Organisation anwendbar, unabhängig von ihrer Größe, Art und Tätigkeit. Sie ist auf die Arbeitsschutzrisiken anwendbar, die unter der Kontrolle der Organisation stehen, wobei Faktoren wie der Kontext, in dem die Organisation tätig ist, und die Bedürfnisse und Erwartungen ihrer Arbeitnehmer und anderer interessierter Parteien berücksichtigt werden.

Die ISO 45001:2018 legt weder spezifische Kriterien für die Arbeitsschutzleistung fest, noch macht sie Vorschriften für die Gestaltung eines Arbeitsschutzmanagementsystems.

ISO 45001:2018 ermöglicht es einer Organisation, durch ihr Arbeitsschutzmanagementsystem auch andere Aspekte der Gesundheit und Sicherheit, wie z. B. das Wohlbefinden der Arbeitnehmer, zu integrieren.

Die ISO 45001:2018 befasst sich nicht mit Themen wie Produktsicherheit, Sachschäden oder Umweltauswirkungen, die über die Risiken für Arbeitnehmer und andere relevante interessierte Parteien hinausgehen.

Die ISO 45001:2018 kann ganz oder teilweise zur systematischen Verbesserung des Arbeitsschutzmanagements eingesetzt werden. Eine Konformität mit diesem Dokument kann jedoch nur dann beansprucht werden, wenn alle Anforderungen in das Arbeitsschutzmanagementsystem einer Organisation integriert sind und ohne Ausnahmen erfüllt werden.
Vertiefend die ISO 45001 Briefing Notes.

## Abschnitte
Im Zuge der Aktualisierung internationaler Anforderungen an Managementsysteme wurde die bisherige High Level Structure (HLS) durch eine neue, vereinheitlichte Struktur ersetzt – die sogenannte Harmonized Structure (HS). Diese bildet seitdem die Grundlage für alle überarbeiteten und neu veröffentlichten Normen im Bereich Managementsysteme, darunter auch die ISO 45001. Ziel der Anpassung ist es, eine einheitlichere Terminologie und Struktur über verschiedene Normen hinweg zu schaffen und so deren praktische Anwendung und Kombinierbarkeit im betrieblichen Kontext zu erleichtern.

### Abschnitt 1: Anwendungsbereich
Dieser Abschnitt stellt den Anwendungsbereich der Norm dar.

### Abschnitt 2: Normative Verweisungen
Dieser Abschnitt enthält Verweise auf andere Normen.

### Abschnitt 3: Begriffe
Dieser Abschnitt enthält Definitionen verschiedener Begrifflichkeiten, u. a. interessierten Parteien und den Terminus „unter Kontrolle der Organisation“.

### Abschnitt 4: Kontext der Organisation
Dieser Abschnitt bestimmt den Zweck der Tätigkeiten einer Organisation. Die interessierten Parteien und deren Anforderungen und Erwartungen müssen identifiziert werden.

### Abschnitt 5: Führung und Beteiligung der Arbeitnehmer
Dieser Abschnitt beschäftigt sich mit der Leitung einer Organisation. Dabei geht es unter anderem um die Zuweisung von Verantwortlichkeiten und Befugnisse innerhalb der Organisation.
Zudem enthält dieser Abschnitt Festlegungen zur Beteiligung von Mitarbeitern und ihrer Vertreter.

### Abschnitt 6: Planung
Dieser Abschnitt beschäftigt sich mit der Identifikation von Risiken und Chancen.

### Abschnitt 7: Unterstützung
Dieser Abschnitt beschäftigt sich mit den unterstützenden Prozessen. Diese bilden den Rahmen für die sogenannten Kernprozesse.

### Abschnitt 8: Betrieb
Dieser Abschnitt beschäftigt sich mit den Kernprozessen.

### Abschnitt 9: Leistungsbewertung
Dieser Abschnitt beschäftigt sich mit der Überwachung des IMS und der Analyse entsprechender Ergebnisse.
Damit kann überprüft werden, ob das System wirksam ist und die definierten Schutzziele eingehalten werden.

### Abschnitt 10: Verbesserung
Der letzte Abschnitt beinhaltet die stetige Verbesserung (PDCA) des eingeführten Systems.

## Spezifische Inhalte
- Die Verantwortung der Geschäftsleitung für alle, die unter der Kontrolle der Organisation stehen. Damit sind u. a. Beschäftigte, Leiharbeiter, Dienstleister, Zulieferer auf Werksgeländen und Besucher gemeint.
- Die Berücksichtigung der Belange von Beschäftigten (inklusive Leiharbeiter und Beschäftigten in Werksverträgen), ggf. deren Vertretern und deren Beteiligung an Entscheidungsprozessen, mindestens jedoch die Berücksichtigung ihrer Meinung.
- Definitionen zu Begriffen wie Risiken und Chancen, Kompetenz, Beteiligung und Konsultation im Kontext der Arbeitssicherheit und des Gesundheitsschutzes.
- Risiken und Chancen müssen ermittelt und bewertet werden, um mehr Sicherheit und Gesundheit bei der Arbeit zu erreichen.
- Schnittstellen zwischen den interessierten Parteien müssen beschrieben und etabliert werden.
- Auf Druck von ILO und IUTC wurde auch aufgenommen, dass PSA kostenfrei zur Verfügung gestellt werden muss.

## Zertifizierung
Eine Organisation kann sich nach ISO 45001:2018 zertifizieren lassen. Wurde sie bereits nach OHSAS 18001 zertifiziert, kann nach Ablauffrist eine Umzertifizierung vorgenommen werden, bei welcher die inhaltlichen Lücken zwischen den beiden Normen geschlossen werden müssen. Nach 2021 ist dieses Vorgehen allerdings nicht mehr möglich. Die Akkreditierungsregeln werden von der Deutschen Akkreditierungsstelle (DAkkS) festgelegt, die Anforderungen an zugelassene Zertifizierungsstellen und deren Auditoren richten sich nach DIN ISO/IEC TS 17021-10:2018-11. Die Frist, wie lange eine nach Erscheinung der Norm ausgestellte Zertifizierung gilt, wurde auf 36 Monate festgelegt.